# Merizo
Merizo o Malesso' è un villaggio del territorio non incorporato statunitense dell'isola di Guam.
Al censimento del 2000 aveva una popolazione di 2.152 abitanti.
| Controllo di autorità | VIAF (EN) 140923807 · LCCN (EN) n2004034898 · J9U (EN, HE) 987007475833305171 |